# 台灣宏觀電視
台灣宏觀電視（Taiwan Macroview Television），簡稱宏觀電視、MACTV，前稱宏觀衛星電視（Macroview Satellite Television，簡稱宏觀衛視、MSTV），是2000年~2017年播出的台灣衛星電視頻道。全天候向海外華僑、華人播放臺灣電視節目的衛星電視頻道，播放的節目則包含國語、臺語、粵語、英語、客語廣播。

## 歷史
1999年1月6日，中華民國僑務委員會委員長焦仁和在中國國民黨中央常務委員會提出「跨世紀僑務工作」專題報告，提議強化海外文宣工作，設立代表中華民國政府立場的網路與傳媒，反制中華人民共和國政府的文宣統戰，讓全球各國重視中華民國在台灣存在的事實，同時宣揚中華民國自由、民主、均富的政治與經濟成就，也團結全球僑民。焦仁和的構想獲得中華民國總統兼中國國民黨主席李登輝的支持，僑務委員會籌設宏觀衛視，而宏觀衛視的創辦即是為了反制中國中央電視台中文國際頻道（CCTV-4）的文宣攻勢。宏觀衛視節目分為每日新聞節目、新聞雜誌節目、財經節目、戲劇節目、電視電影、綜藝節目、兒童節目、專案節目及生活資訊節目等15大類，節目來源為委製、外購及重新剪輯，行政院各部會也供應文宣節目。宏觀衛視節目訊號經由亞衛二號、亞太一號及中新一號衛星傳送至亞洲與澳洲，經由Intelsat 701中繼站與Telestar-5直播衛星傳送至北美洲，在邁阿密經由Telestar-5直播衛星與「NSS-806」C頻段轉頻器傳送至中南美洲；中國大陸東南地區接收天線約為1.8公尺，亞洲其他地區接收天線約為2公尺，澳洲北部地區接收天線約為2.2公尺，澳洲南部地區接收天線約為2.6公尺，中新一號衛星C頻段涵蓋區接收天線約為1.2公尺，北美洲接收天線為90公分。
2000年2月9日，僑務委員會出資委託中國電視公司與中華電信成立宏觀衛視，三方在中華電信總部舉辦宏觀衛視簽約儀式，行政院院長蕭萬長見證，僑務委員會委員長焦仁和、中華電信董事長陳堯與中國電視公司董事長鄭淑敏共同簽約，中國電視公司負責製作節目，中華電信負責傳送節目訊號。
2000年3月1日，中國電視公司舉辦宏觀衛視開播儀式，宏觀衛視由李登輝按鈕開播。2001年2月5日，宏觀衛視改名「宏觀電視」，每日播放節目時間由6小時延長至12小時，每日重播次數由3次改為1次。宏觀電視最初是由僑務委員會向各電視台招標競辦，中國電視公司、中華電視公司及臺灣電視公司俱曾承辦宏觀電視的制播；而具有民主進步黨色彩的民間全民電視公司一度傳出承辦，最後並無入標。2006年，立法院三讀通過《無線電視事業公股處理條例》，將台灣宏觀電視交由公共電視文化事業基金會辦理；於是2007年1月1日，台灣宏觀電視加入台灣公共廣播電視集團，成為公視基金會所屬衛星頻道，脫離無線四台競標承辦的時代。
2016年6月13日，立法院外交及國防委員會全體委員會議，民主進步黨立法委員羅致政說，他能理解台灣宏觀電視的成立背景，但如今「根本可以廢掉」台灣宏觀電視。
2017年3月8日，因公視主頻轉播2017年世界棒球經典賽，台灣宏觀電視於台灣時間晚上6點播出的《宏觀公視中晝新聞》暫停播出一次，該時段改播《臺灣心動線》。
2017年3月8日，僑務委員會委員長吳新興在立法院外交及國防委員會表示，台灣宏觀電視有其成立背景，現今僑胞能透過網路取得許多資訊，台灣宏觀電視可以功成身退；2018年起僑務委員會不再編列台灣宏觀電視預算，台灣宏觀電視業務移轉給公視基金會，預算則要另立提案再進行審議。
2018年1月1日，台灣宏觀電視結束營運，台灣宏觀電視新聞節目《僑社新聞》改於僑務委員會《僑務電子報》播出。
2019年3月5日，《台灣蘋果日報》報導稱台灣宏觀電視是因中華民國國家發展委員會未核列預算而結束營運，國家發展委員會發布新聞稿稱此說「純屬誤解」。

## 節目
宏觀電視的絕大部份節目購自臺灣五大無線電視台（臺灣電視公司、中國電視公司、中華電視公司、民間全民電視公司、公共電視文化事業基金會），包括紀錄片、電視劇、歌仔戲及綜藝節目；另有大量電視劇及綜藝節目購自三立電視，包括《天下第一味》。宏觀電視自行製作的節目包括僑委會政策宣導短片、英語政論節目《Taiwan Outlook》等。2012年，宏觀電視向東森電視購買東森綜合台益智節目《天才答不答》，於星期六播出。
另外，宏觀電視為加強海外僑胞對於臺灣新知的吸收，全天候播放各式語言的新聞，成為一大主要特色。當中，宏觀電視會播放每日由臺視新聞、華視新聞、公視新聞及民視新聞製播的國語新聞（臺視及民視的是晚間新聞，華視的是午間新聞；2012年起臺視、民視、華視停止製播），臺語新聞、《宏觀英語新聞》（英語：Inside Taiwan）、《宏觀粵語新聞》與《僑社新聞》由公視新聞製播。在全球六大洲，宏觀電視皆配置了海外記者在各地採訪僑社新聞，讓台灣僑胞與全球華人都能經由《僑社新聞》看見各地僑社的活動。自2013年起，《僑社新聞》網站上也陸續推出了海外華人奮鬥故事及海外特聘記者訓練課程。；客語新聞由客家電視台製播。
宏觀電視網則提供一星期所有節目的隨選視訊，給海外僑胞隨時重溫。

## 粵語節目製作
宏觀電視是台灣唯一自行製作粵語新聞節目的電視台，由於在海外支持中華民國的華僑多為廣東籍，故此節目被視為宏觀電視最主要的節目之一。在臺灣電視公司負責承製期間，由於在原任主播彭偉華（暱稱KK，香港旅台藝人，因涉案潛逃現被通緝）休假期間找不到替班主播，結果由時任宏觀電視節目製作中心主任的前《臺視晚間新聞》當家主播劉麗惠作為主播；但劉麗惠本身是以國語作為母語，播報時部份粵語發音不準確，曾引起不少海外觀眾不滿；後來改由伍鈺婷作為主播，情況更壞（伍主播以粵語介紹自己名字時也發音不正，把名字說成了「吳毓婷」）。劉麗惠後來在宏觀電視的網上意見區道歉。之後在彭偉華休假期間，由劉麗惠和另一位香港藝人楊仲恩（以模仿鄭少秋聞名，近年已回流香港為電視廣播有限公司合約藝人）出任主播。
後由華視製作的粵語新聞，是由中央廣播電台粵語節目主持人黃志光（黃森）、劉鳳儀（劉瑩）、莎菲及藝人楊仲恩出任主播、輪流播報，主播的粵音都十分標準。

## 爭議事件
2000年3月1日，台灣電視節目代理商向宏觀衛視提出抗議，理由是：宏觀衛視的節目訊號透過人造衛星傳送到全球各地，溢播且無鎖碼，可能涉及侵權。
2001年12月，僑務委員會質疑，當時承攬宏觀衛視經營權的中國電視公司的節目採購價格過高，宏觀衛視購買該公司節目比例也過高。2001年12月19日晚間，中國電視公司發布新聞稿稱，宏觀衛視節目採購每小時平均價格之所以較高，是因為該公司受託經營宏觀衛視，為使宏觀衛視節目內容更多元，該公司提供宏觀衛視播映的節目都是年份最新、在台灣播出時段最好、收視率最高的節目，其市價自然不能一概而論，而且是獲得僑務委員會同意的；而政黨輪替導致宏觀衛視預算審查作業延後，加上宏觀衛視本應從2001年1月起每日以4小時播出僑務委員會委外製作的帶狀教學節目因為作業不及而未能播出，而宏觀衛視2001年1月份節目因無存檔，只能先播出該公司節目墊檔；例如沈春華主持的黃金時段益智節目《超級金頭腦》在宏觀衛視播出後，海外版權銷售價值被嚴重折損，其版權費用自然較高；而該公司曾欲向其他同業購買戲劇和綜藝節目，但是各同業能出售的綜藝節目幾乎等於零，故該公司只能使用自家綜藝節目。